# Manbuk
Manbuk (äthiopische Schrift: ማንቡክ) ist ein Ort im Westen Äthiopiens. Es ist die größte Ortschaft in der Woreda Dangur in der Metekel-Zone in der Region Benishangul-Gumuz.
Manbuk liegt südlich des Berges Belaya auf einer Höhe von 1200 Metern.
2005 hatte Manbuk nach Angaben der Zentralen Statistikagentur 5.596 Einwohner. 1994 waren von 3.253 Einwohnern 2.137 (65,69 %) Amharen, 772 (23,73 %) Agau-Awi und 258 (7,93 %) Shinasha; 86 (2,64 %) gehörten anderen ethnischen Gruppen an, vor allem Tigray und Oromo. 62 % waren äthiopisch-orthodoxe Christen und 37,63 % Muslime.